# Casting Call
Casting Call este un film românesc din 2015 regizat de Conrad Mericoffer. Rolurile principale au fost interpretate de actorii Victor Rebengiuc, Paul Ipate.

## Distribuție
Distribuția filmului este alcătuită din:
- Paul Ipate
- Victor Rebengiuc — Victor Rebengiuc